# Lankasoma brincki
Lankasoma brincki är en mångfotingart som beskrevs av Jean-Paul Mauriès 1981. Lankasoma brincki ingår i släktet Lankasoma och familjen Lankasomatidae. Inga underarter finns listade i Catalogue of Life.